# Aylín Aviléz Peña
Aylín Ariana Aviléz Peña (Culiacán, Sinaloa, México, 18 de mayo de 2003) es una futbolista mexicana. Juega de delantera en el Club América Femenil de la Liga MX Femenil. Forma parte de la selección de México.

## Trayectoria
A nivel amateur participó en torneos estatales y nacionales siendo campeona de la Liga Nacional Femenil Amateur Scotiabank. Aviléz Peña debutó profesionalmente como titular en la Liga MX Femenil el 19 de agosto de 2018 en el sexto partido del Apertura 2018 ante el Querétaro Fútbol Club Femenil estrenándose con un gol al minuto 16.

## Selección nacional
Jugó la Copa Dallas con la Selección femenina de fútbol sub-15 de México dirigida por Maribel Domínguez, donde anotó ocho goles. Con la misma selección consiguió el subcampeonato en el torneo de Concacaf de la misma categoría donde derrotaron a Haití, Irlanda del Norte y Puerto Rico. Después superó a su similar de Costa Rica con dos goles a cero lo que le dio el pase a la final. Al enfrentar a Estados Unidos cayeron tres goles a cero en tiempo extra.

### Selección absoluta
Fue convocada por primera vez a la selección absoluta, por el entrenador Pedro López, para disputar el amistoso del 10 de octubre de 2022 ante Chile. Entró al 86' en este partido que finalizó con un empate a un gol.

### Participación en Copas del Mundo
Con tan solo 15 años fue convocada a la Selección femenina de fútbol sub-17 de México al mando de Mónica Vergara, quien la llevó a disputar el Premundial en Nicaragua y posteriormente la Copa Mundial Femenina de fútbol sub-17 2018 en Uruguay donde debutó en el partido contra Sudáfrica al minuto 82. La sub-17 también derrotó a Brasil 1-0 y empató contra Japón 1-1 para llegar a cuartos de final y enfrentar a su similar de Ghana. Aviléz Peña jugó la final ante España y se llevó la medalla plata